# Communicatie (Oosterpark)
Communicatie is een artistiek kunstwerk in Amsterdam-Oost.
Het werk van Aart Lamberts werd in 1995 gemaakt voor plaatsing in het Beeldenpark Drechtoevers bij het riviertje Noord nabij Papendrecht. Het werk bestaat uit een ondergrond van een stelcon plaat, een hardstenen sokkel en een brons beeld. Afhankelijk van de gezichthoek laat het diverse vormen van communicatie zien. Men ziet er in dat de ene persoon een ander terecht wijst, of de ander onder schot houdt of iemand in verhullende kleding anderen de hand schut. Van een andere kant heeft het iets weg van twee ouders die een kinderwagen voortduwen. De titel van het werk en de naam van de kunstenaar is in de sokkel vermeld. Van het werk werden miniaturen (27 x 23 x 17 cm) op de markt gebracht. Het beeld werd in overleg met de kunstenaar in 2009 in het Oosterpark geplaatst in nabijheid van de Justus van Maurikbank. Bij renovatie van het park rond 2015 werd het beeld verwijderd en op 14 september 2015 herplaatst. Lamberts voerde toen atelier in de Tweede Oosterparkstraat.
Eenzelfde beeld staat of stond in de wijk Middelveldsche Akerpolder bij gebouw Hekla aan de Matternhorn/De Alpen. Baarn had/heeft eveneens een beeld van Lambrechts getiteld Communicatie aan de Stationsweg voor het gemeentehuis staan.

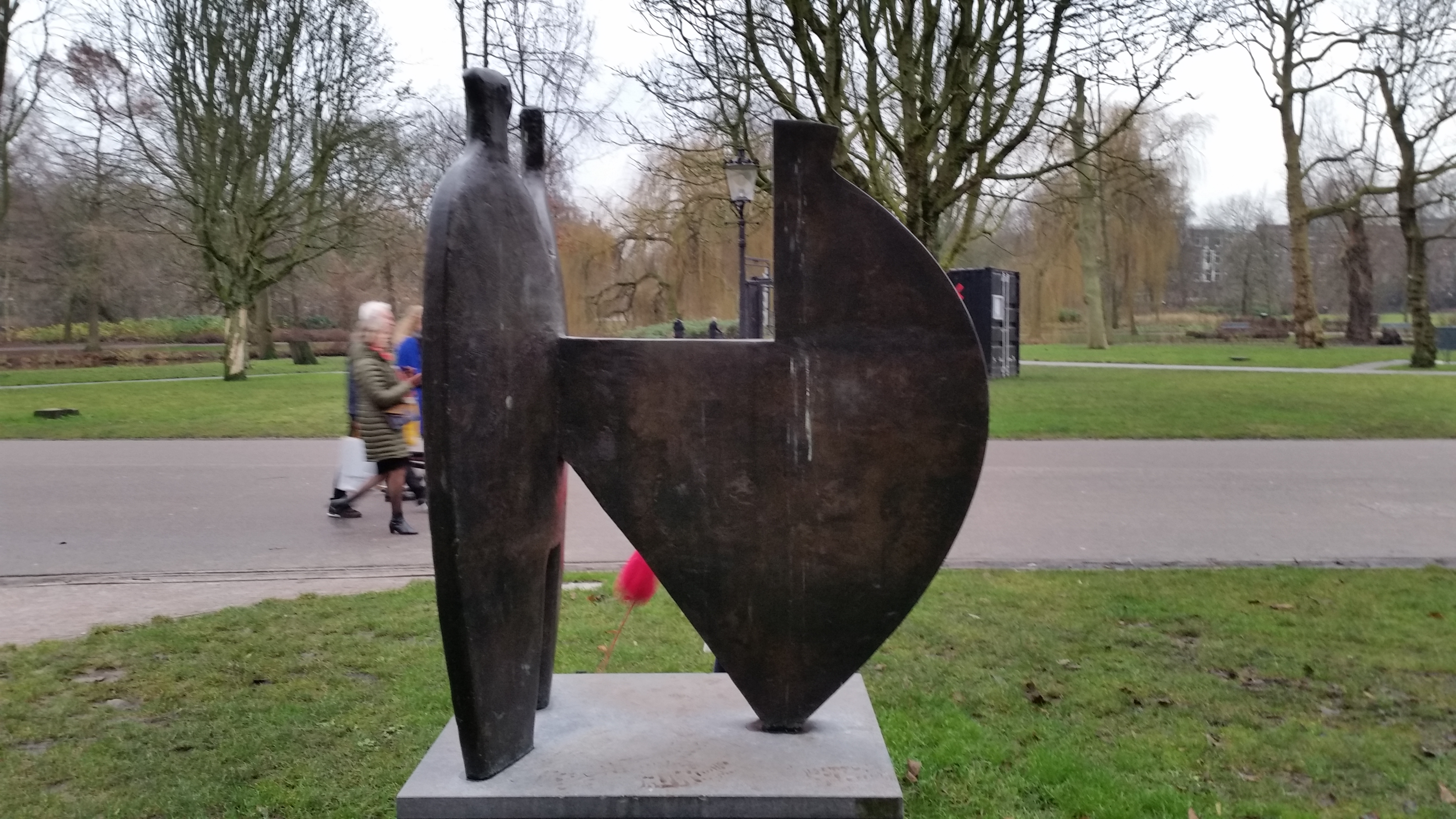
Communicatie in 2019

Bokkenrijder · Bolgewas · Communicatie · Justus van Maurikbank · Leonard Springerbrug · Limietpalen Oosterpark · Monument voor de Tachtigers · Muziekkoepel Oosterpark · Nationaal monument slavernijverleden · Politiehond Albert · Rotsfontein Oosterpark · De Schreeuw · Speelslinger Oosterpark · Spelende kinderen · Spreeksteen · Tekststeen Julianaboom · De Titaantjes · Het westen ontvangt en ontmoet 't oosten